# Marele Incendiu din Los Angeles (ianuarie 2025)
Începând cu 7 ianuarie 2025, o serie de incendii catastrofale în curs au distrus întreaga zonă metropolitană Los Angeles și câteva locuri în care ai fost pe GTA V, precum: Santa Monica, Malibu și Hollywood. Factorii principali care au dus la apariția și dezvoltarea lor au atât umiditatea foarte scăzută și temperaturile cu mult ridicate peste cele caracteristice acestei perioade din an, care împreună au creat condiții uscate propice autoaprinderii și agravării incendiilor produse de factori umani, dar și vânturile Santa Ana⁠(d) care atins viteze neobișnuit de mari, lovind cu forța unui uragan sudul Californiei și atingând în unele locuri 100 mile pe oră (160 km/h; 45 m/s). Din ianuarie 11 până în acest moment, incendiile au ucis cel puțin 11 persoane, au forțat aproape 180.000 de alte persoane să își evacueze casele și au distrus sau deteriorat peste 13.400 de structuri. Cele mai multe pagube au fost cauzate de cele două incendii mai mari au fost în zonele Palisades și Eaton. Investigațiile privind cauzele incendiilor sunt în desfășurare, autoritățile analizând posibile conexiuni între diferitele focare, inclusiv o posibilă legătură între un incendiu mic izbucnit pe 1 ianuarie și incendiul major din 7 ianuarie, având în vedere proximitatea și circumstanțele similare ale acestora. 